# Sorex arcticus
Sorex arcticus är en däggdjursart som beskrevs av Kerr 1792. Sorex arcticus ingår i släktet Sorex och familjen näbbmöss. IUCN kategoriserar arten globalt som livskraftig.
Denna näbbmus blir 101 till 124 mm lång, inklusive en 30 till 45 mm lång svans och vikten är 6 till 13,5 g. Sorex arcticus har 12 till 15 mm långa bakfötter. Pälsen är hos vuxna individer och hos äldre ungdjur är på ovansidan mörkbrun, på bålens sidor tydlig ljusare brun och på undersidan ljusbrun eller ljusgrå. Före första pälsbytet som sker mellan juli och november är ungarnas päls inte lika tydlig uppdelad i tre färgregioner. Övergången från den mörkare ovansidan till den ljusare undersidan är jämn. Liksom andra släktmedlemmar har arten i överkäken på varje sida mellan framtanden och den premolara tanden flera tänder med en spets. Den tredje av dessa enkelspetsiga tänder är större än den fjärde.
Arten förekommer främst i Kanada. I USA når den söderut till de Stora sjöarna. Habitatet utgörs av fuktiga gräsmarker, träskmarker, skogsgläntor med ett täcke av gräs och liknande regioner.
Individerna bygger klotrunda bon som göms under annan växtlighet. Beroende på utbredning sträcker sig fortplantningstiden från tidiga våren till sensommaren. Honan är dräktig i cirka tre veckor och föder 5 till 9 ungar per kull. Några ungar som föds under våren kan para sig före första vintern. Födan söks främst under natten men ibland även på dagen. Sorex arcticus äter insektslarver och andra ryggradslösa djur.
När honan inte är brunstig lever varje individ ensam. När två exemplar vistas i samma bur dör en individ efter några dagar. Orsaken är däremot inte känd. På den döda individen var inga spår av synligt våld.
Artens naturliga fiender utgörs bland annat av kattdjur, rävar, vesslor, hökfåglar, ugglor och ormar.

## Underarter
Arten delas in i följande underarter:
- S. a. arcticus
- S. a. laricorum